# Сербо-Слободка
Се́рбо-Слобо́дка (укр. Сербо-Слобідка) — село на Украине, находится в Емильчинском районе Житомирской области.
Код КОАТУУ — 1821786001. Население по переписи 2001 года составляет 521 человек. Почтовый индекс — 11244. Телефонный код — 4149. Занимает площадь 3,177 км².

## Известные уроженцы
- Грек, Иван Михайлович — Герой Советского Союза.

## Адрес местного совета
11244, Житомирская область, Емильчинский р-н, с.Сербо-Слободка